# Migé
Migé ist eine französische Gemeinde mit 392 Einwohnern (Stand 1. Januar 2022) im Département Yonne in der Region Bourgogne-Franche-Comté; sie gehört zum Arrondissement Auxerre und zum Kanton Vincelles.
Ortsteile von Migé (außer Migé selbst) sind Nanteau und Prénereau.

## Bevölkerungsentwicklung
| Jahr      | 1962 | 1968 | 1975 | 1982 | 1990 | 1999 | 2007 |
| Einwohner | 327  | 327  | 299  | 335  | 301  | 368  | 442  |

## Sehenswürdigkeiten
- Reste der Stadtbefestigung
- Burgruine
- Häuser aus dem 16. Jahrhundert
- Kirche Saint-Romain (Monument historique)
- Ehemalige Kapelle Saint-Hubert in Nanteau